# Liste der Monuments historiques in Saint-Gonlay
Die Liste der Monuments historiques in Saint-Gonlay führt die Monuments historiques in der französischen Gemeinde Saint-Gonlay auf.

## Liste der Bauwerke
| Bezeichnung         | Beschreibung                  | Standort                 | Kennzeichnung | Schutzstatus | Datum | Bild |
| ------------------- | ----------------------------- | ------------------------ | ------------- | ------------ | ----- | ---- |
| Kirche St-Guillaume | Erbaut ab dem 13. Jahrhundert | Place de l’Église (Lage) | PA35000073    | Inscrit      | 2015  |      |

## Liste der Objekte
- Monuments historiques (Objekte) in Saint-Gonlay in der Base Palissy des französischen Kultusministeriums